# Fibromyalgi
Fibromyalgi er en sygdom, der giver kroniske smerter. Sygdommen er invaliderende, når den er af betydelig sværhedsgrad.
Fibro-my-algi betyder sene-muskel-smerte, som er hovedsymptomerne. Andre symptomer kan være ledsmerter, hovedpine, koncentrations- og hukommelsesbesvær, morgenstivhed i muskler og led, dårlig og urolig søvn samt depression. Nogle af symptomer kommer pga. smerterne – det gælder bl.a. depression. 
Smerterne er der altid og bevæger sig rundt, så de stærkeste smerter ikke altid er det samme sted. Der er dog altid faste "ømme" steder på kroppen, som også er de steder, der bruges ved diagnostisering af sygdommen.
De seneste videnskabelige oplysninger peger på, at forstyrrelser i centralnervesystemet er skyld i sygdommen.
Inden man kan diagnostiseres med lidelsen fibromyalgi, skal man undersøges for andre sygdomme og skader, der kan give lignende symptomer, herunder: gigtsygdomme, infektion, diabetes, kræft, stofskiftesygdomme, d-vitaminmangel, muskelbetændelse, bivirkninger af medicin, fysiske ydre og indre skader og Arnold-Chiari-syndrom.